# Embaixada do México em Brasília
A Embaixada do México em Brasília é a principal representação diplomática mexicana no Brasil.
Está localizada na quadra SES 805, Lote 18, no Setor de Embaixadas Sul, na Asa Sul.

## História
| |  |  |
| Juscelino Kubitschek e Adolfo López Mateos, então presidentes do Brasil e do México, na cerimônia de colocação da Pedra Fundamental da Embaixada Mexicana em Brasília. |  |  |

As relações diplomáticas entre México e Brasil começaram em 1830, com a elevação das missões diplomáticas de ambos os países a embaixadas em 1922.
Assim como outros países, o México recebeu de graça um terreno no Setor de Embaixadas Sul na época da construção de Brasília, medida que visava a instalação mais rápida das representações estrangeiras na nova capital. O então presidente do Brasil, Juscelino Kubitschek, compareceu pessoalmente a colocação da pedra fundamental, junto com o presidente mexicano Adolfo López Mateos.
O projeto da embaixada de arquitetura brutalista, formada por três conjuntos de edifícios - chancelaria, residência oficial e oito casas geminadas - foi feito pelos arquitetos Teodoro González de León, Abraham Zabludowsky e Francisco Serrano e concluído em 1972. O terreno acidentado tem 16 metros de desnível, e os arquitetos colocaram os edifícios parecendo enterrados em cavidades dos desníveis, com as laterais escondidas pelos taludes gramados. O piso vermelho é uma homenagem a própria cidade de Brasília.
Uma Cabeça Olmeca fica na entrada, no grande pórtico - é a única embaixada que fica aberta para o espaço público. Fica no espaço, além dos escritórios da embaixada, o Espaço Cultural Alfonso Reyes, e no centro do complexo, a residência oficial. A Festa Nacional do México é feita anualmente nos jardins e terraços e terraços da residência. Ainda há o conjunto habitacional de casas geminadas, voltado para os funcionários.

## Serviços
A embaixada realiza os serviços protocolares das representações estrangeiras, como o auxílio aos mexicanos que moram no Brasil e aos visitantes vindos do México e também para os brasileiros que desejam visitar ou se mudar para o país norte-americano - para mais de seis meses, é necessário pedir visto. Na atualidade, a comunidade brasileira no México é calculada em cerca de 12 a 14 mil pessoas, a maior parte delas na Cidade do México e em sua região próxima.
Além da embaixada, o México conta com mais dois consulados gerais no Rio de Janeiro e em São Paulo e mais seis consulados honorários, em Belém, em Belo Horizonte, em Fortaleza, em Manaus, em Recife, e em São Luís.

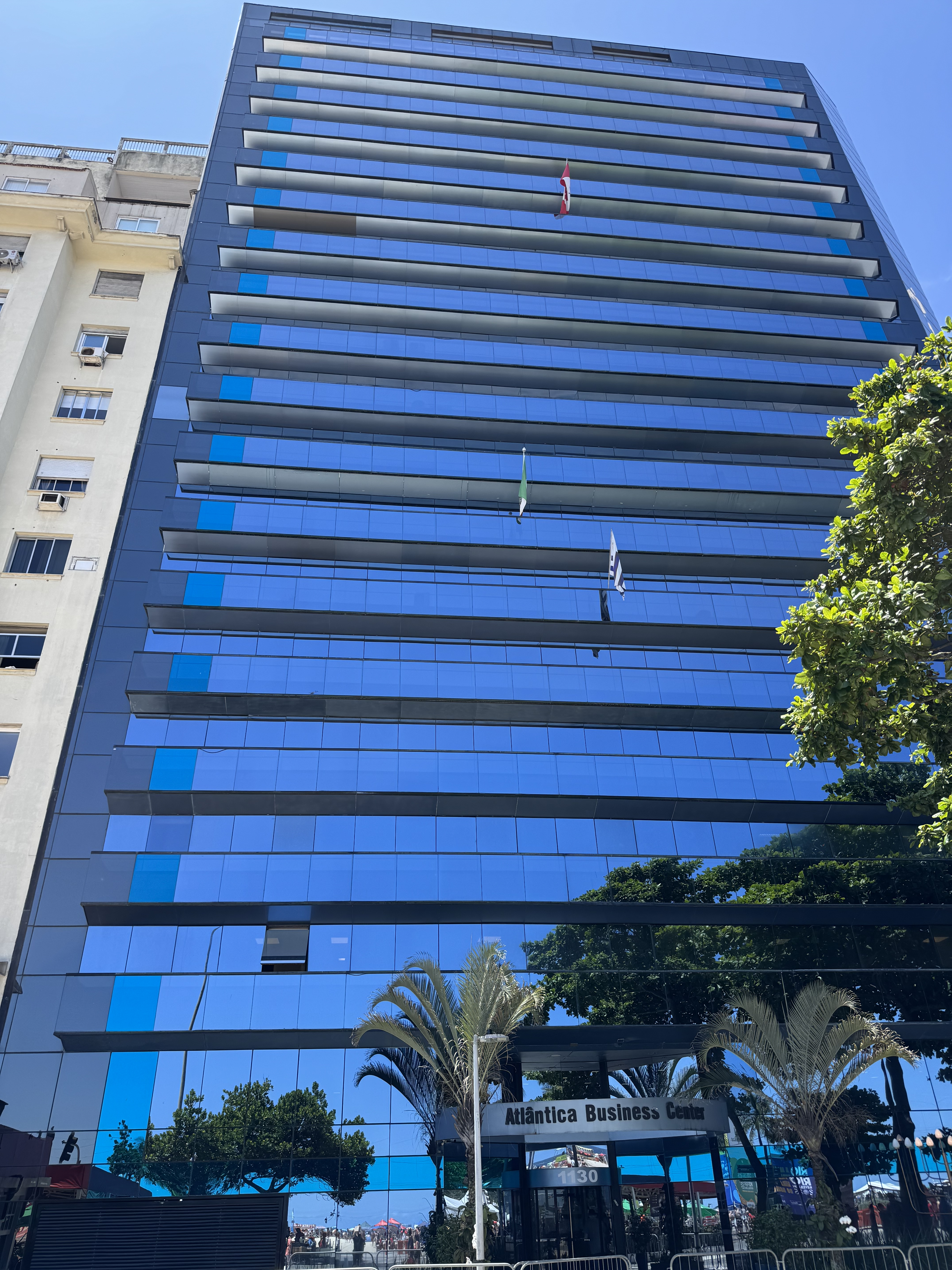
Consulado-Geral do México no Rio de Janeiro
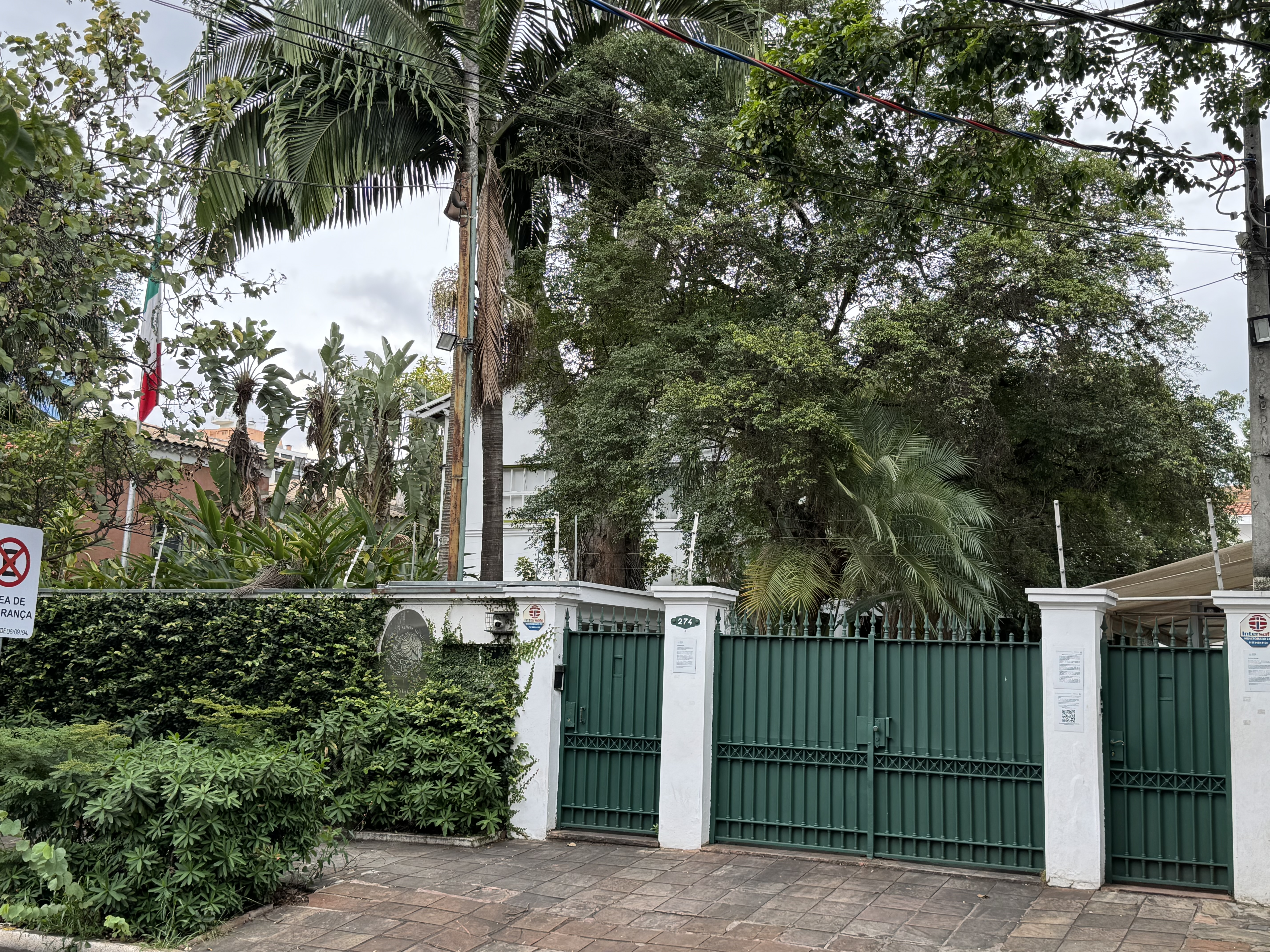
Consulado-Geral do México em São Paulo

Outras ações que passam pela embaixada são as relações diplomáticas com o governo brasileiro nas áreas política, econômica, cultural e científica. Os dois países são as maiores economias da América Latina, com cada país tendo exportado cerca de quatro bilhões em produtos para o outro em 2018. Os mexicanos investem em diversas áreas no Brasil, como telecomunicações, autopeças, sistemas de água, rede de cinemas e free shoppings.